# Sée
Die Sée ist ein Fluss in Frankreich, der im Département Manche in der Region Normandie verläuft. Sie entspringt im Gemeindegebiet von Sourdeval. Im Oberlauf wird sie auch Sée Blanche genannt, um sie von ihrem Nebenfluss Sée Rousse zu unterscheiden, der bei La Moinerie von links einmündet. Die Sée entwässert generell in westlicher Richtung und mündet nach rund 79 Kilometern westlich von Avranches in der Bucht des Mont-Saint-Michel in den Ärmelkanal.
Im Wattgebiet, das eigentlich nicht mehr zum Flusslauf gezählt wird, vereinigt sie sich noch mit dem Fluss Sélune und bildet den Chenal des Fleuves Sée et Sélune, der nur bei Niedrigwasser zu sehen ist.

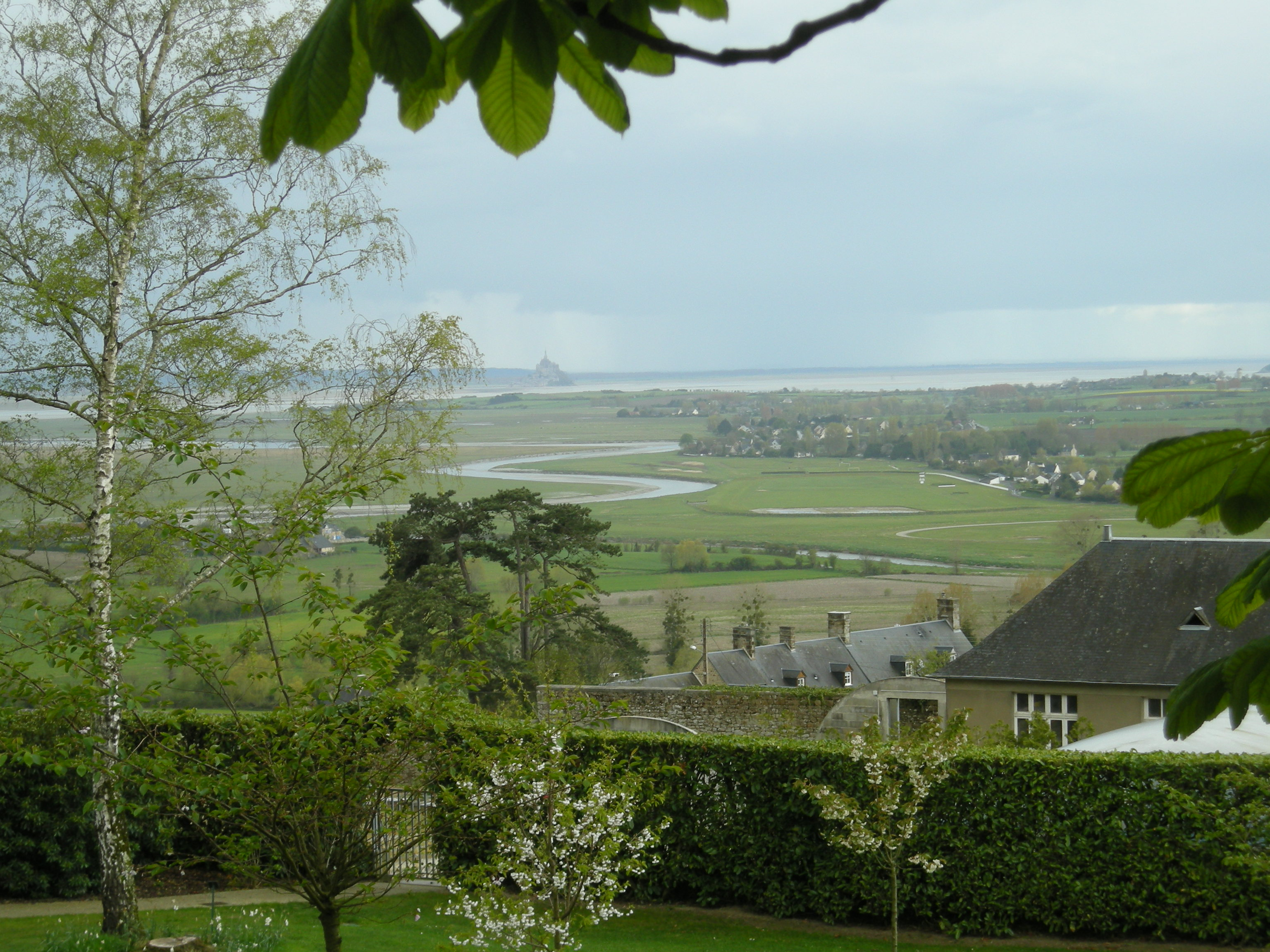
Die Mündung der Sée bei Avranches

## Orte am Fluss
- Sourdeval
- Chérencé-le-Roussel
- Brécey
- Avranches